# Andrew Fletcher (musicien)
Pour les articles homonymes, voir Andrew Fletcher.
 (novembre 2018).
Si vous disposez d'ouvrages ou d'articles de référence ou si vous connaissez des sites web de qualité traitant du thème abordé ici, merci de compléter l'article en donnant les références utiles à sa vérifiabilité et en les liant à la section « Notes et références ».
Andrew Fletcher, dit Fletch, né le 8 juillet 1961 à Nottingham (Midlands de l'Est) et mort le 26 mai 2022 à Brighton (Sussex de l'Est), est un musicien britannique, cofondateur et membre du groupe Depeche Mode aux côtés de Dave Gahan et Martin Gore.

## Biographie

Andrew Fletcher à Bordeaux en 2018.

Andrew Fletcher est né le 8 juillet 1961 à Nottingham (Angleterre), fils le plus âgé des quatre enfants (deux filles, deux garçons) de Joy et de John Fletcher, ingénieur de profession.
Andrew Fletcher fonde le groupe Composition of Sound avec Vince Clarke à la fin des années 1970, dans lequel il occupe le poste de bassiste (qui sera rebaptisé Depeche Mode par son futur chanteur Dave Gahan).
Le rôle de Fletcher au sein de Depeche Mode a souvent été un sujet de spéculation. Dans les premières incarnations du groupe, il jouait de la basse (électrique et plus tard du synthé).
Dans une scène clé du documentaire 101 de D.A. Pennebaker sur le groupe (1989), Fletcher clarifie ces rôles : "Martin est l'auteur-compositeur, Alan est le bon musicien, Dave est le chanteur, et je me balade".
Dans sa critique de Playing the Angel (2005), longtemps après le départ de Wilder du groupe, l'écrivain Gavin Edwards de Rolling Stone a repris la déclaration de Fletcher en commençant par la phrase suivante :  "La division unique du travail de Depeche Mode est établie depuis longtemps, chacun des trois membres restants ayant un rôle distinct ; Martin Gore écrit les chansons, Dave Gahan les chante et Andy Fletcher se présente aux séances photos et encaisse les chèques". Fletcher est le seul membre du groupe à ne pas avoir écrit de chansons. Il est  un des claviéristes du groupe et s'occupe également des quelques basses qui figurent sur certains rares morceaux de Depeche Mode.
Par ailleurs, son sens du marketing et du management a fait qu'il occupe une place stratégique au sein du groupe selon la journaliste Odile de Plas qui écrit « Son talent pour les affaires et son action de manager interne se révèlent essentiels pour la survie de Depeche Mode » .
Il a en outre fondé le label Toast Hawaii sur lequel figure le groupe technopop Client. En 2006 ce groupe quitte le label. Depuis, Toast Hawaï n'affiche plus aucune activité.
Il a épousé sa petite amie de toujours, Grainne Fletcher, née Mullen, le 16 janvier 1993. Ils ont deux enfants : Megan (née en 1991) et Joseph (né en 1994).

### Mort
Sa mort est annoncée le 26 mai 2022 sur les réseaux sociaux : « Nous sommes choqués et remplis d'une immense tristesse en raison du décès prématuré de notre cher ami, membre de la famille et membre du groupe », déclare le groupe Depeche Mode,.
Andrew Fletcher est mort de causes naturelles à son domicile londonien.
La page officielle internet du groupe Depeche Mode précise : « Andy a été victime d'une dissection aortique alors qu'il était chez lui... il est décédé naturellement et sans souffrance prolongée. »
Son corps est incinéré, et ses cendres remises à la famille.